# Saint-Elix-le-Château
Saint-Elix-le-Château – miejscowość i gmina we Francji, w regionie Oksytania, w departamencie Górna Garonna.
Według danych na rok 1990 gminę zamieszkiwało 559 osób, a gęstość zaludnienia wynosiła 53 osób/km² (wśród 3020 gmin regionu Midi-Pireneje Saint-Elix-le-Château plasuje się na 546. miejscu pod względem liczby ludności, natomiast pod względem powierzchni na miejscu 1048.).